# Stazione di Ponte nelle Alpi-Polpet
La stazione di Ponte nelle Alpi-Polpet è una stazione ferroviaria della linea Calalzo-Padova a servizio della cittadina di Ponte nelle Alpi e della sua frazione Polpet, presso la quale è ubicata. L'impianto funge da capotronco alla linea per Conegliano.
La stazione è servita da treni regionali di Trenitalia.

## Storia
La stazione di Ponte nelle Alpi-Polpet fu inaugurata nel 1911.
Fino al 1º maggio 1913 era denominata semplicemente «Ponte nelle Alpi»; in tale data assunse la nuova denominazione di «Ponte nelle Alpi-Polpet».
Il 24 settembre 1938 fu raggiunta dalla linea proveniente da Vittorio Veneto e da Conegliano. In questa occasione avvenne l'ampliamento del fabbricato viaggiatori. Inizialmente questa stazione era dotata del solo binario di raddoppio e dei due binari tronchi a servizio dello scalo e del magazzino merci; il piano dei binari venne in seguito ampliato dotando l'impianto di sei binari passanti e di un ulteriore binario tronco dotato di piano caricatore laterale. Inoltre il marciapiedi tra i binari 2 e 3 venne dotato di una grande pensilina mentre negli anni '90 venne anche realizzato il sottopassaggio. 

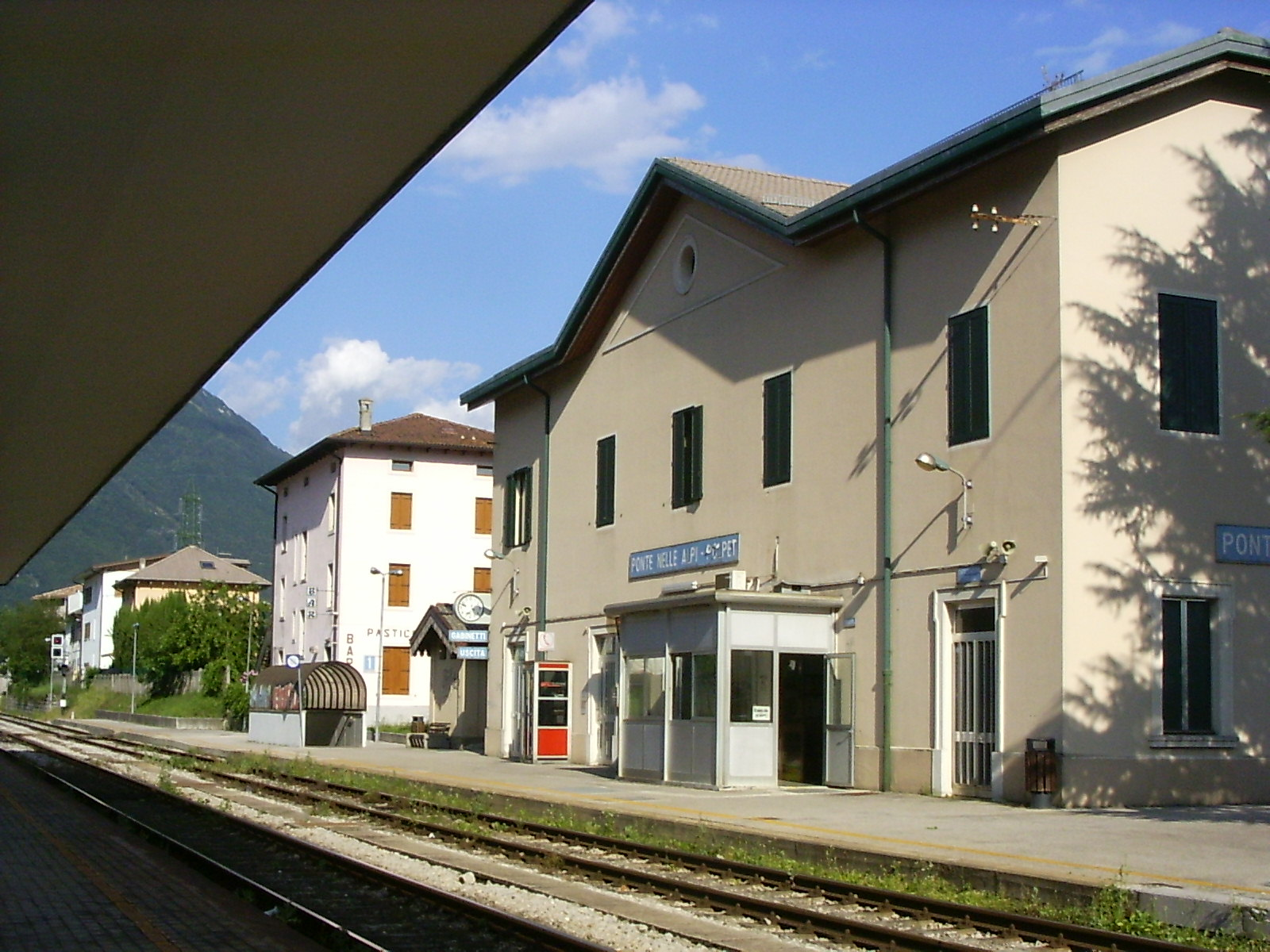
Vista sui binari 1 e 2 prima dei lavori di ristrutturazione (2010)

Lo scalo merci di questa stazione era particolarmente attivo e lo fu almeno fino alla metà del anni novanta quando venne abbandonato il trasporto a carro. Venivano movimentati legname in tavole e tronchi, prodotti siderurgici (putrelle e travi prodotti dalla ex Comedil gru), carbone e altri minerali destinati alla Acciaieria di Ospitale di Cadore (ex Indel) che venivano trasbordati dai treni e trasportati via gomma in Cadore e infine gesso proveniente dalla cava di Damos che veniva scaricato dagli autocarri direttamente sui treni.
Nel febbraio 2021 sono stati completati i lavori di elettrificazione dei primi quattro binari, mentre nell'estate 2022 sono stati ultimati i lavori di innalzamento dei marciapiedi, restyling del sottopassaggio e del fabbricato viaggiatori, installazione degli ascensori, delle nuove pensiline e del parcheggio a sud del binario uno.

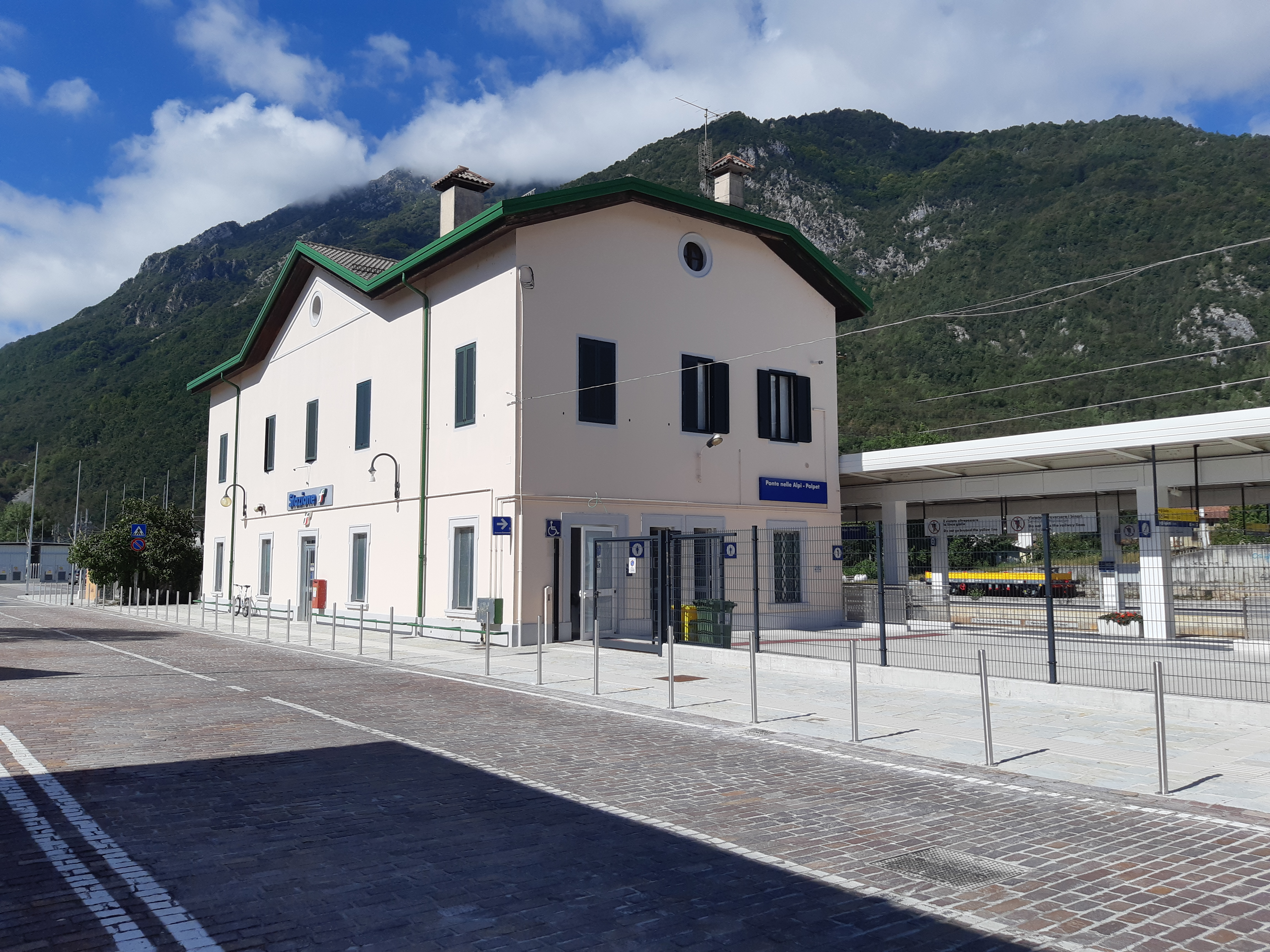
Vista sul lato est del fabbricato da viale Stazione (2023)

## Strutture e impianti
L'edificio è a pianta rettangolare, a due livelli fuori terra e con tetto a quattro spioventi. Il piano terra del lato ferrovia è dotato di quattro porte, per l'accesso al bagagliaio, alla sala d'attesa e all'ufficio movimento; le altre aperture di entrambi i fronti del lato maggiore sono simmetriche a queste porte. Il lato minore è dotato di tre aperture, simmetriche tra loro per entrambi i fronti e livelli, di cui alcune cieche, in alternanza con quelle funzionali.
I binari atti al servizio passeggeri sono 5, ma solo i primi tre (unici collegati da sottopassaggio) sono effettivamente utilizzati. Entrambi i marciapiedi sono coperti da pensiline in acciaio e sono accessibili tramite ascensore.

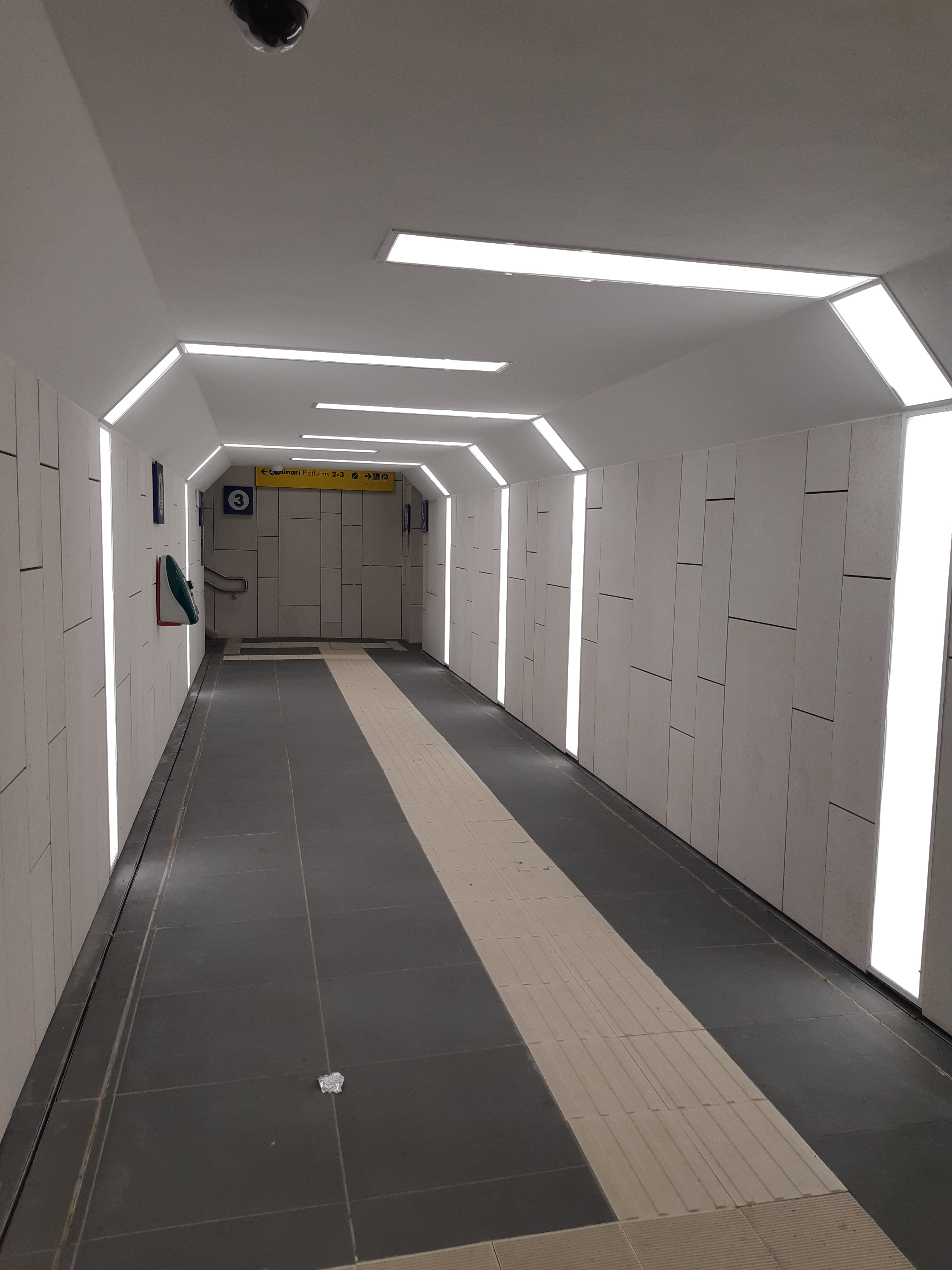
Il sottopasso che collega i binari 2 e 3 al fabbricato viaggiatori e al binario 1

## Movimento
La stazione è servita da treni regionali svolti da Trenitalia nell'ambito del contratto di servizio stipulato con la Regione Veneto. Fermano tutti i treni regionali delle relazioni Belluno-Venezia Santa Lucia (con alcune corse limitate a Conegliano o Treviso Centrale), Belluno- Calalzo P.C.C., oltre alle relazioni effettuate nei giorni festivi Calalzo P.C.C.-Venezia Santa Lucia e Calalzo P.C.C.-Feltre-Vicenza.

## Servizi
- Bar (in edificio separato dal fabbricato viaggiatori ma con accesso diretto dal binario 1)
- Biglietteria automatica regionale
- Sala d'attesa
- Parcheggio di scambio
- Sottopassaggio pedonale con ascensori
- Servizi igienici

## Interscambi
Nei pressi del parcheggio scambiatore è presente una piazzola di sosta per gli autobus, dove sostano alcune linee extraurbane Dolomitibus, i servizi sostitutivi di Trenitalia e il servizio treno+bus estivo. La principale fermata degli autobus extraurbani si trova lungo la Statale 50 (viale Dolomiti), a 300m di distanza dalla stazione. Sono presenti due stalli di sosta per taxi/NCC.
- Fermata autobus extraurbani Dolomitibus
- Parcheggi riservati ai taxi